# Джованні Тріа
Джованні Тріа (італ. Giovanni Tria; нар. 28 вересня 1948, Рим) — італійський економіст і викладач, міністр економіки і фінансів з 2018 р.

## Біографія
У 1971 р. закінчив юридичний факультет Римського університету. Тріа працював професором економіки, макроекономіки та історії економічної думки в Університеті Рима, викладав в Університеті Перуджі. Він обіймав посаду декана економічного факультету Римського університету Тор Вергата з 2017 р.
Працював старшим радником у різних міністерствах (економіки і фінансів, закордонних справ, державної служби, праці). З 2002 по 2006 рр. і з 2009 по 2012 рр. він був членом Ради директорів Міжнародної організації праці (МОП). З 2010 по 2016 рр. був президентом Національної школи управління.
Тріа співпрацює з Il Foglio і є членом наукового комітету фундації Magna Carta, консервативно-ліберального аналітичного центру.
1 червня 2018 вступив на посаду міністра економіки і фінансів в уряді Джузеппе Конте.